# Bupleurum fruticosum
Espèce
Classification phylogénétique
Statut de conservation UICN

 LC  : Préoccupation mineure
Bupleurum fruticosum, le Buplèvre ligneux, Buplèvre en arbre ou Buplèvre en buisson, est une espèce de plantes à fleurs de la famille des Apiacées. C'est un arbuste qui pousse en région méditerranéenne.

## Description

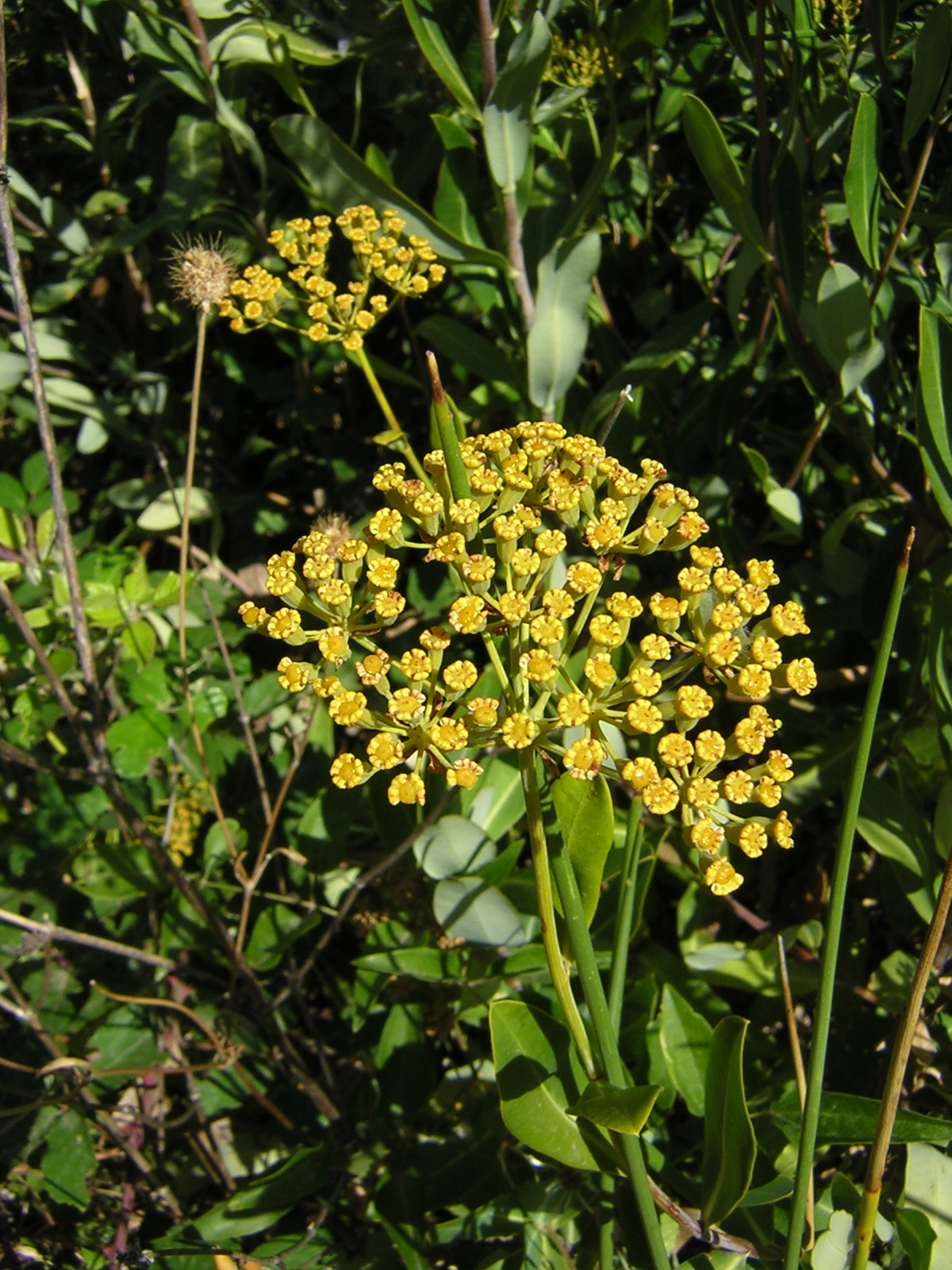
Ombelle.

### Caractéristiques
- Organes reproducteurs
  - Couleur dominante des fleurs : jaune
  - Période de floraison : mai-septembre
  - Inflorescence : ombelle d'ombellules
  - Sexualité : Hermaphrodisme
  - Pollinisation : entomogame. Apprécié des abeilles hors période florale des autres espèces.
- Graine
  - Fruit : akène
  - Dissémination : barochore
- Habitat et répartition
  - Habitat type : matorrals mésoméditerranéens, héliophiles, acidoclines
  - Aire de répartition : méditerranéen

Données d'après : Julve, Ph., 1998 ff. - Baseflor. Index botanique, écologique et chorologique de la flore de France. Version : 23 avril 2004.